# Première Division 2009/10 (Burkina Faso)
In 2009/10 werd het 48ste seizoen gespeeld van de Première Division, de hoogste voetbalklasse van Burkina Faso. AS Faso-Yennenga werd kampioen. 
Doordat het aantal clubs van Ouagadougou structureel op vijf gehouden wordt dient de laagst geklasseerde club van de stad een play-off te spelen indien een club uit de hoofdstad kampioen wordt in de tweede klasse. 

## Eindstand
| Plaats | Club                       | Wed. | W  | G  | V  | Saldo | Ptn. |
| ------ | -------------------------- | ---- | -- | -- | -- | ----- | ---- |
| 1.     | AS Faso-Yennenga           | 26   | 18 | 7  | 1  | 39:9  | 61   |
| 2.     | Étoile Filante Ouagadougou | 26   | 14 | 7  | 5  | 44:19 | 49   |
| 3.     | US des Forces Armés (B)    | 26   | 13 | 9  | 4  | 41:17 | 48   |
| 4.     | AS SONABEL (P)             | 26   | 12 | 9  | 5  | 31:21 | 45   |
| 5.     | Rail Club du Kadiogo       | 26   | 11 | 10 | 5  | 40:21 | 43   |
| 6.     | Racing Club de Bobo        | 26   | 7  | 14 | 5  | 26:21 | 35   |
| 7.     | Bouloumpoukou FC           | 26   | 8  | 11 | 7  | 26:24 | 35   |
| 8.     | Bobo Sport                 | 26   | 7  | 10 | 9  | 21:28 | 31   |
| 9.     | US Comoé de Banfora        | 26   | 8  | 7  | 11 | 17:27 | 31   |
| 10.    | AS Koupéla                 | 26   | 5  | 14 | 7  | 10:15 | 29   |
| 11.    | US Yatenga Ouahigouya      | 26   | 8  | 5  | 13 | 27:37 | 29   |
| 12.    | AS Maya Bobo-Dioulasso     | 26   | 5  | 11 | 10 | 11:22 | 26   |
| 13.    | Sourou Sport               | 26   | 3  | 8  | 15 | 16:37 | 17   |
| 14.    | Sama Sport (P)             | 26   | 0  | 4  | 22 | 7:58  | 4    |

|     | Kampioen, geplaatst voor CAF Champions League 2011     |
|     | Bekerwinnaar geplaatst voor CAF Confederation Cup 2011 |
|     | Degradatie-eindronde                                   |
|     | Degradatie naar de Deuxième Division                   |
| (B) | Bekerwinnaar                                           |
| (P) | Promovendus uit de Deuxième Division                   |

### Degradatie-play-off
| Team #1        | Uitslag | Team #2              | 1e wed | 2e wed |
| -------------- | ------- | -------------------- | ------ | ------ |
| US Ouagadougou | 5-2     | Rail Club du Kadiogo | 3 - 1  | 2 - 1  |

## Internationale wedstrijden
CAF Champions League 2011
| Team #1    | Uitslag | Team #2          | 1e wed | 2e wed |
| ---------- | ------- | ---------------- | ------ | ------ |
| Fello Star | 1-4     | AS Faso-Yennenga | 1 - 1  | 0 - 3  |
| ES Sétif   | 6-3     | AS Faso-Yennenga | 2 - 0  | 4 - 3  |

CAF Confederation Cup 2011
| Team #1                | Uitslag | Team #2              | 1e wed | 2e wed |
| ---------------------- | ------- | -------------------- | ------ | ------ |
| Fovu Baham             | 3-4     | US des Forces Armées | 2 - 1  | 1 - 3  |
| Africa Sports National | w/o     | US des Forces Armées | /      | /      |
| Sunshine Stars FC      | 2-1     | US des Forces Armées | 2 - 0  | 0 - 1  |

Africa Sports trok zich terug uit de competitie. 